# Wir sind Helden
Wir sind Helden ist eine deutsche Pop-Rock-Band um die Sängerin Judith Holofernes, die im Jahr 2000 in Hamburg gegründet wurde und zuletzt in Berlin ansässig war. Nach zwölf erfolgreichen Jahren gab die Gruppe Anfang April 2012 bekannt, auf unbestimmte Zeit zu pausieren.

## Geschichte
Die Leadsängerin der Gruppe, Judith Holofernes, trat schon vor der Gründung von Wir sind Helden als Solokünstlerin in Berliner Clubs auf und veröffentlichte auch ein eigenes Album Kamikazefliege. Auf der Suche nach Musikern, die ihren Gesang begleiten konnten, traf Holofernes 2000 beim Popkurs in Hamburg den Schlagzeuger Pola Roy und Jean-Michel Tourette, der Gitarre und Keyboard spielt.
Zu Beginn trat die Gruppe unter dem Namen von Judith Holofernes auf und veröffentlichte einige Titel in der Online-Musikplattform BeSonic. Der Bassist und angehende Mediziner Mark Tavassol wurde erst später von Pola Roy als Bandmitglied vorgeschlagen und erklärte sich nach einigen Wochen Bedenkzeit bereit, in der nun unter dem Namen Helden auftretenden Gruppe mitzuwirken. Später änderten sie den Namen zu Wir sind Helden, da der ursprüngliche Name Helden schon von einer anderen Band benutzt wurde und man rechtliche Auseinandersetzungen mit dieser Band vermeiden wollte. Der Name wurde durch einen Auftritt einer lokalen Rockband namens „Die Helden“ inspiriert, den Holofernes als kleines Kind 1979 erlebte, und sollte an David Bowies Single Heroes erinnern.
Im Jahr 2002 wurde der Produzent Patrik Majer bei einem Newcomer-Abend auf die Band aufmerksam. Zusammen nahmen sie einige Titel auf und veröffentlichten die EP Guten Tag. Sie erschien in einer Auflage von 3000 Stück und machte die Band zunächst nur innerhalb Berlins bekannt, wo der Radiosender radioeins sie regelmäßig spielte. Mit dem selbstgedrehten Video zum Lied Guten Tag kamen Wir sind Helden im Jahr 2002 noch ohne Major-Label in die MTV-Rotation. Die Band nutzt Taktiken des Guerilla-Marketings. So wurden selbstbemalte T-Shirts verkauft und Aufkleber an Fans verschenkt, die so Werbung für die Band machten. Nachdem die Band bei Labels unter Vertrag genommen worden war, erschien am 3. Februar 2003 die erste Single Guten Tag, die Platz 53 der deutschen Charts erreichte. Holofernes’ erster Auftritt in der Harald-Schmidt-Show (6. Februar 2003) vergrößerte die Popularität von Wir sind Helden zusätzlich.
Im Juli 2003 folgte die Veröffentlichung des ersten Albums Die Reklamation. Das Album stieg in der ersten Woche auf Platz 6 der deutschen Album-Charts ein, erreichte als höchste Position Platz 2 und gehörte zu den meistverkauften Alben der Jahre 2003 und 2004. Guten Tag ist im Soundtrack des im Oktober 2003 erschienenen Videospiels FIFA Football 2004 enthalten, ebenso das Lied Endlich ein Grund zur Panik in FIFA 08.

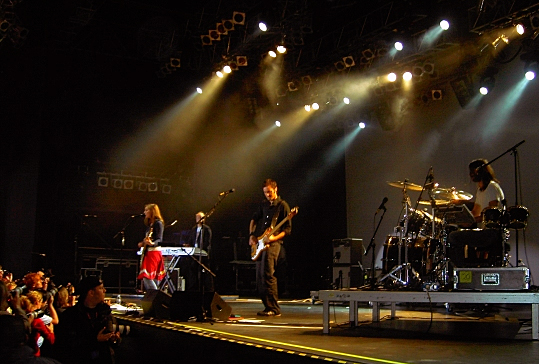
Wir sind Helden auf dem Museumsplatz Bonn (2005)

Mit dem 2005 veröffentlichten zweiten Album Von hier an blind erreichten sie den ersten Platz der deutschen und österreichischen Charts bereits in der ersten Woche nach der Veröffentlichung. Auch das Erstlingswerk Die Reklamation stieg 2005 erneut in die Album-Charts ein und erreichte zeitweilig Platz 38. Insgesamt wurden von den ersten beiden Alben in Deutschland über 1,2 Millionen Exemplare verkauft.
Im Rahmen der weltweiten Live-8-Benefizkonzerte traten Wir sind Helden am 2. Juli 2005 beim Live-8-Konzert in Berlin auf.
Wir sind Helden versuchten, auch in Musikmärkte anderer Länder einzusteigen und arrangierten deswegen einige ihrer Lieder in anderen Sprachen. Mit Sā itte miyō (japanisch さあ行ってみよう) nahm die Gruppe 2005 eine japanische Version von Von hier an blind auf, 2006 folgte eine Zusammenstellung von Titeln aus Die Reklamation und Von hier an blind für den französischen Markt, die zusätzlich französische Versionen von Von hier an blind (französisch Le vide), Guten Tag (französisch La réclamation) und Aurélie (französisch Aurélie, c’est pas Paris) enthält.
Am 25. Mai 2007 erschien ihr drittes Album Soundso, das innerhalb einer Woche in Deutschland und in Österreich auf den zweiten Platz der Charts stieg. Endlich ein Grund zur Panik war als Vorabsingle bereits am 27. April erhältlich. Als zweite Single wurde am 6. Juli das Lied Soundso zusammen mit einigen Unplugged-Versionen eines FM4-Konzerts veröffentlicht. Auf der Version des Albums für den französischen Markt befinden sich zusätzlich die Bonustracks Endlich ein Grund zur Panik (französisch Panique), Soundso (französisch T’es comme ça) sowie Kaputt (französisch Ko).
2008 erschien die Band-Autobiographie Wir sind Helden – Informationen zu Touren und anderen Einzelteilen. Ein Wir sind Helden-Tagebuch, die auf Grundlage der Online-Tagebücher der Band zusammengestellt und von den Musikexpress-Autoren Josef Winkler und Albert Koch bearbeitet wurde.
Nach einer Pause ging die Band 2010 ins Studio und nahm ihr viertes Album auf, das unter dem Titel Bring mich nach Hause am 27. August 2010 erschien und auf dem ersten Platz der deutschen und österreichischen Charts einstieg. Eine Woche vor dem Album erschien die Single-Auskopplung Alles.
Am 5. November erschien die zweite Single mit dem Titellied Bring mich nach Hause. Der Song ist außerdem das offizielle Lied zu Lars Kraumes Film Die kommenden Tage.
Auf der Großdemo gegen Atomkraft „Fukushima mahnt: Alle AKWs abschalten!“ am 26. März 2011 spielte die Band in Berlin vor 120.000 Menschen, einer der größten Demonstrationen gegen die Nutzung von Atomkraft, an der sich deutschlandweit mehr als 250.000 Menschen beteiligten.
Ein Jahr nach Erscheinen des Albums Bring mich nach Hause wurde eine vierte Single daraus ausgekoppelt: Die Ballade von Wolfgang und Brigitte. Auf der CD erschien das Lied auch in einer Version, bei der Marianne Rosenberg den Gesangspart übernahm.
Anfang April 2012 gab die Band auf ihrer Webseite bekannt, dass sie auf unbestimmte Zeit pausieren werde. Als Gründe gab die Gruppe die räumliche Entfernung durch die verschiedenen Wohnorte der Bandmitglieder, „diverse Abnutzungserscheinungen“ und den eigenen Nachwuchs an, zudem habe man so lange es ging an der Band als „immer unmöglicher werdende[s] Unterfangen“ festgehalten.
Am 30. Januar 2024 veröffentlichte die Band auf ihren sozialen Kanälen die Kompilations-EP Gut fürs Herz – Songs, die trösten mit sechs alten Songs.
Seit Anfang 2025 posten sie regelmäßig auf ihrem Facebook-Account. Anlässlich des 20-jährigen Jubiläums ihres Debütalbums Die Reklamation veröffentlichten sie außerdem eine limitierte Vinyl-Box mit allen vier Studioalben auf farbigem Vinyl, einem von der Band signierten Kunstdruck des Reklamation-Covers sowie einem 48-seitigen Hardcover-Fotoalbum mit Archivmaterial.

## Bandmitglieder

### Judith Holofernes

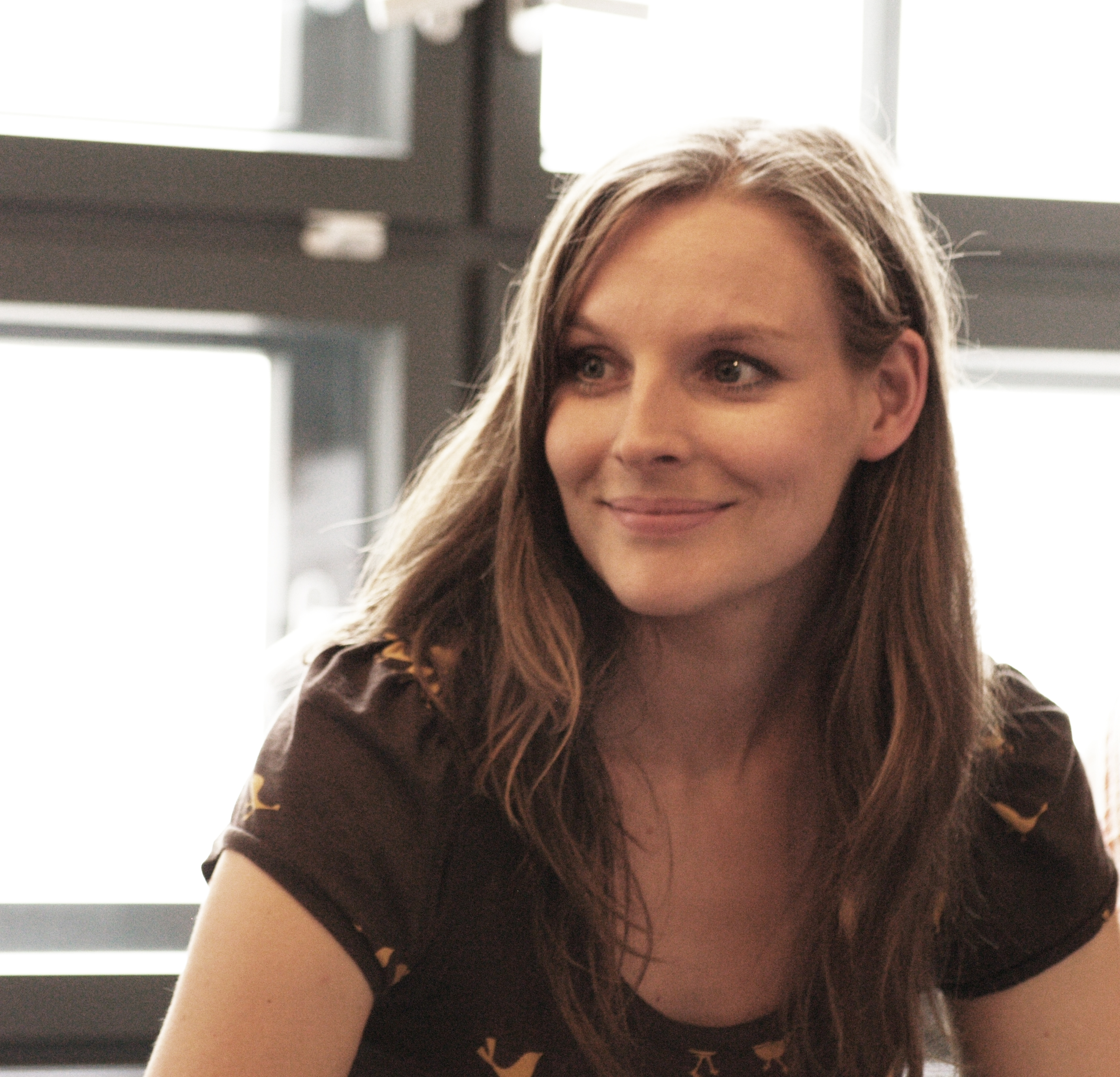
Judith Holofernes, Juli 2008

Judith Holofernes (* 12. November 1976 in West-Berlin; eigentlich Judith Holfelder-Roy) singt, spielt Gitarre und schreibt Texte für Wir sind Helden. Holofernes lebt in Berlin-Kreuzberg, ist mit dem Schlagzeuger Pola verheiratet und hat mit ihm einen Sohn, der im Dezember 2006 geboren wurde, und eine Tochter, die im August 2009 zur Welt gekommen ist.
Vor der Gründung ihrer Band war Holofernes als Solokünstlerin (Liedermacherin) in kommerzieller Hinsicht nicht sehr erfolgreich. Ihr Soloalbum Kamikazefliege erschien 1999 in einer kleinen Auflage von 500 Stück in Eigenproduktion und entwickelte sich erst nach dem Durchbruch von Wir sind Helden zum begehrten Sammlerstück. Einige Lieder aus dem späteren Repertoire der Band (Außer dir, Aurélie, Popstar) sind bereits auf Kamikazefliege enthalten.
Seit der Pause von Wir sind Helden ist Holofernes erneut als Solokünstlerin aktiv und veröffentlichte die Alben Ein leichtes Schwert (2014) und Ich bin das Chaos (2017). Weiterhin erschienen 2015 ihr Lyrikband Du bellst vor dem falschen Baum sowie 2022 das autobiografische Werk Die Träume anderer Leute.

### Jean-Michel Tourette

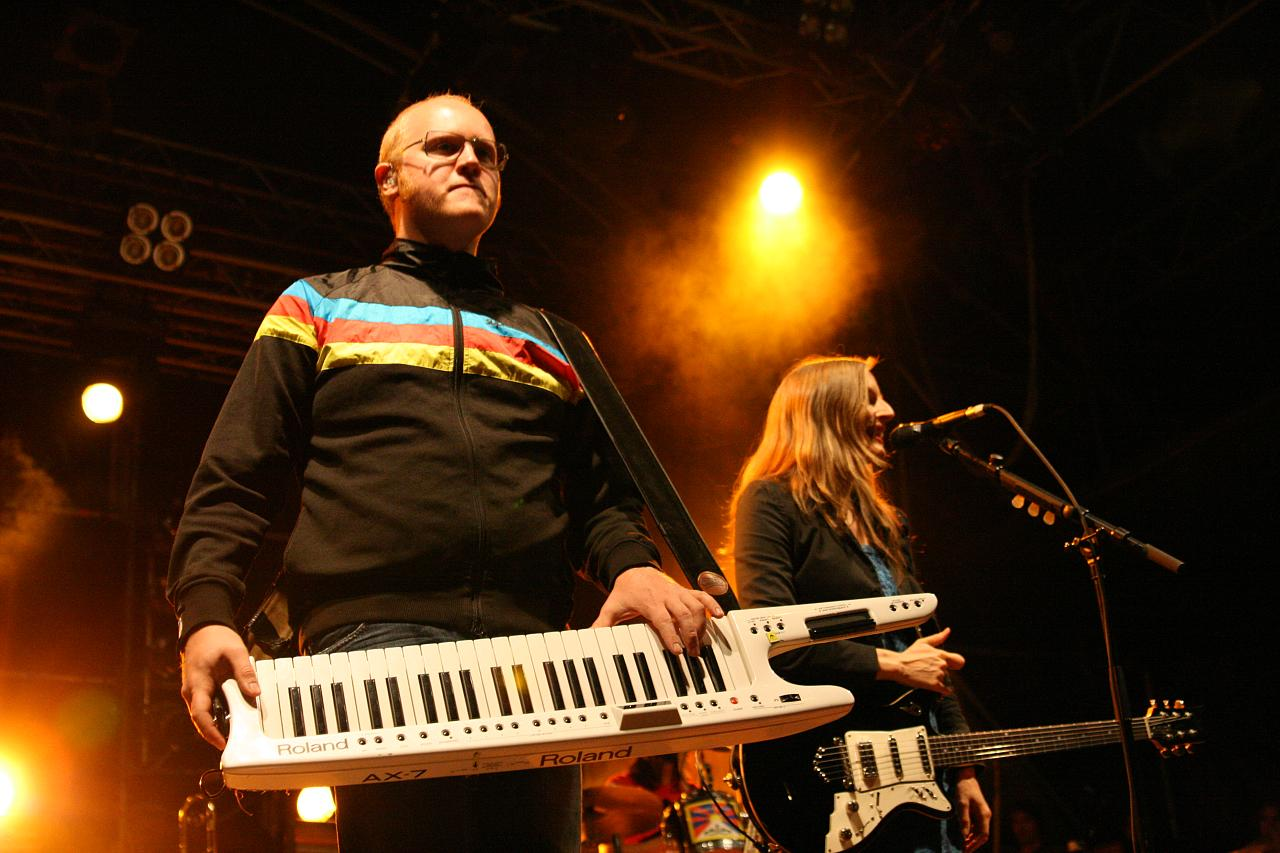
Jean-Michel Tourette, August 2008

Jean-Michel Tourette (* 10. Juli 1975 in Hannover; eigentlich Jens-Michael Eckhoff) ist Keyboarder der Band. Während Holofernes vor allem für die Texte verantwortlich ist, steuert Tourette einen Großteil der Musik bei. Er ist verheiratet, hat ein Kind und lebt mit seiner Familie in Hannover.
Tourette spielt seit dem neunten Lebensjahr Klavier, seit seinem 13. Lebensjahr spielt er außerdem Gitarre. Er war unter anderem Mitglied der Heavy-Metal-Band Shiftless, der Pop-Band Picassos Parents und der Elektropop-Band Filiale Lotus. Mit Letzterer spielte er ein Jahr lang in Berlin, lernte aber im Frühjahr 2000 Holofernes und Roy in Hamburg kennen, was zur Gründung von Wir sind Helden führte. Er spielte bei Wir sind Helden zunächst nur Gitarre. Seitdem er einen Synthesizer zu einer Probe mitbrachte, ist er vornehmlich Keyboarder. Auf dem Album Von hier an blind spielte er allerdings wieder hauptsächlich Gitarre.
Schon von Anfang an betreute Tourette die Heimstudio-Aufnahmen von Wir sind Helden als Produzent. Inzwischen betreibt er in Hannover das Tonstudio Sonnenstudio. Dort entstanden Vorproduktionen für Songs der Gruppe, die als Grundlage für fertige Stücke dienten. Zudem ist er Produzent der Bands The Amber Light (seit 2006) und Tanner (ab 2008). 2005 wurde er mit dem Praetorius-Förderpreis ausgezeichnet.
2017 produzierte er das Album Das Licht dieser Welt von Gisbert zu Knyphausen und ging als Teil seiner Band mit diesem auf Tour.

### Pola Roy

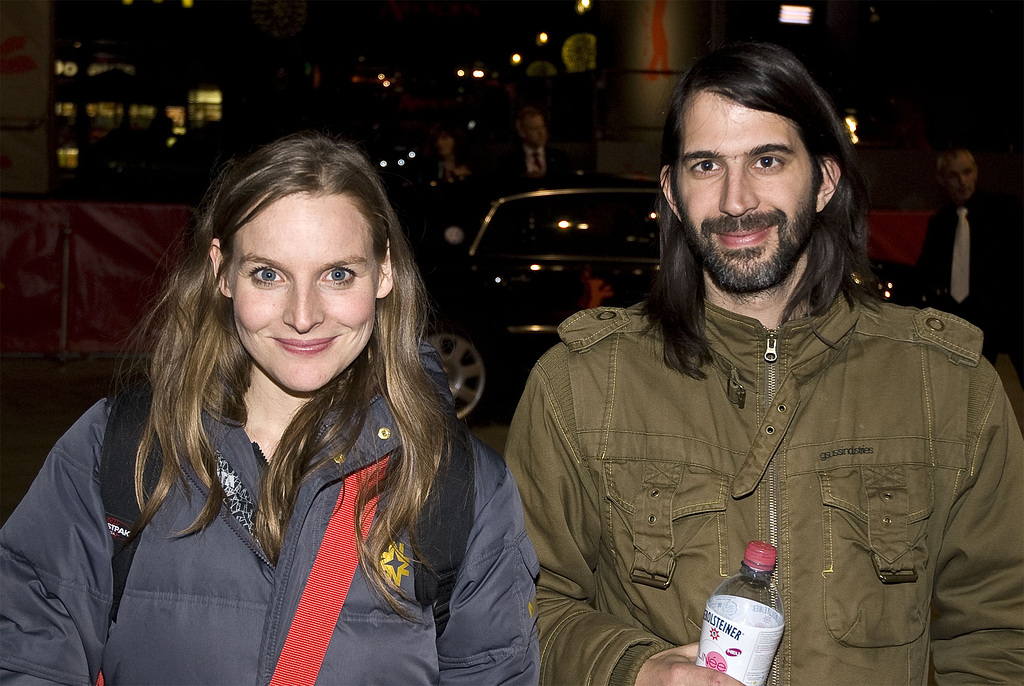
Pola Roy neben Judith Holofernes auf der Berlinale 2008

Pola Roy (* 18. Oktober 1975 in Karlsruhe; eigentlich Sebastian Roy) ist Schlagzeuger der Band. Seit 2006 ist er mit Holofernes verheiratet und hat mit ihr einen Sohn und eine Tochter.
Roy ist Buddhist, engagierte sich mit der Band für die Tibet-Initiative und begleitete mit dieser den Dalai Lama 2008 auf dessen Deutschlandreise.
Roy, der im Karlsruher Stadtteil Rüppurr als Sohn eines HNO-Arztes aufgewachsen ist, besuchte die Musikschule in Ettlingen, wo er ursprünglich Dudelsack lernen wollte. Nachdem er von seinem Vater ein Schlagzeug geschenkt bekommen hatte, wechselte er jedoch zu diesem Instrument. Nach dem Abitur am Max-Planck-Gymnasium zog er nach Dinkelsbühl, um dort eine Ausbildung zum staatlich geprüften Leiter der Popularmusik mit pädagogischer Zusatzprüfung zu absolvieren.
Vor seiner Mitgliedschaft bei Wir sind Helden spielte Roy bei den Bands Lunatics, The Purple Rose of Cairo, Flowers in Chains und Dew, die keinen bleibenden Eindruck hinterließen. Im November 2010 erschien das erste Album seiner Band Per Anders.
Seit Wir sind Helden pausieren, ist Roy vor allem als Produzent tätig. Unter anderem produzierte er Songs für Ursina und Serafyn sowie Judith Holofernes’ zweites Soloalbum Ich bin das Chaos (2017).
Im Rahmen der Hochzeit mit Holofernes und der Geburt ihres Sohnes gab es zahlreiche Berichte über das Paar, insbesondere, weil sie ihren Sohn mit auf die Tournee ihrer Band nahmen.

### Mark Tavassol

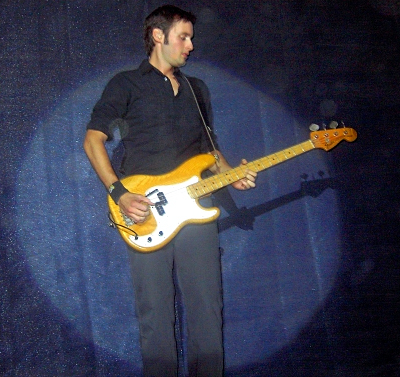
Mark Tavassol, August 2005

Mark Tavassol (* 18. Februar 1974 in Bremen) ist der Bassist der Band, schreibt Songs und ist Produzent. Zurzeit lebt er in Hamburg. Er stieß als letztes Mitglied zu Wir sind Helden und ist der einzige Musiker der Band, der keinen Künstlernamen angenommen hat.
Tavassol verbrachte seine Jugend in Teheran, sein Vater ist Iraner. Im Herbst 2001 legte er sein Medizin-Examen ab. Zu Wir sind Helden kam Tavassol durch seinen Freund Pola Roy, der ihn dazu überredete, der Bassist der Gruppe zu werden. Auch nach dem großen Erfolg der Gruppe arbeitete er weiter halbtags als Arzt.
Neben Wir sind Helden arbeitet Tavassol als Musiker und Songwriter mit Künstlern wie Olli Schulz, Jessica McIntyre (Sam Ragga Band) oder Ingo Pohlmann. Gemeinsam mit dem TV-Moderator Klaas Heufer-Umlauf hat er die Band Gloria gegründet. Tavassol engagiert sich auch politisch: Er unterstützt Benny Adrions Organisation Viva con Agua, für die er mit Pohlmann nach Afrika reiste, und veröffentlichte ein Essay über die Entwicklungschancen Europas im Stern.

## Schaffen

### Texte
Holofernes’ konsum- und medienkritische Einstellung zeigt sich in vielen Texten. Sie übt Kritik am Kommerz (Guten Tag), an unnützem Fleiß (Müssen nur wollen), starren Regeln (Ist das so?) oder an der Musikindustrie (Zuhälter). Auch Sängerinnen, die eher mit optischen Reizen als mit ihrem musikalischen Talent Erfolg haben (Zieh dir was an), kritisiert sie. Das Thema Liebe thematisiert Holofernes in vielen Liedern, manchmal in humoristischer (Aurélie), manchmal in ernster Form (Außer dir). Mit dem Lied Heldenzeit antwortet sie auf die häufig gestellte Frage, warum sich die Gruppe Wir sind Helden getauft habe, und in Wütend genug beschäftigt sie sich mit dem Vorwurf, ihr Ruf sei zu nett und zu brav.

### Musikstil
Das Debüt-Album von Wir sind Helden, Die Reklamation, enthielt vor allem Elemente des Elektropop und erinnerte musikalisch an die Neue Deutsche Welle. Einflüsse der Hamburger Schule sind ebenfalls vorhanden, zumal die Bandgeschichte in der Hansestadt ihren Anfang nahm.
Einige Lieder stammen noch aus der Zeit der Solokarriere von Judith Holofernes. Das zweite Album Von hier an blind ist insgesamt gitarrenlastiger arrangiert. An seinem Entstehen hatten alle vier Musiker gleichmäßigeren Anteil als beim Vorgänger.

### Bedeutung
Wir sind Helden werden als Vorreiter einer Bewegung angesehen, die im Jahr 2004 weitere junge deutsche Musikgruppen wie Silbermond und Juli hervorbrachte. Insbesondere Letzteren wird im Hinblick auf eine sprachlich ähnliche Metaphorik gelegentlich vorgeworfen, Wir sind Helden kopiert zu haben. Die Gruppen werden inzwischen häufig unter der Stilrichtung der Neuen Neuen Deutschen Welle eingeordnet.
Die Rockgruppen Astra Kid, Madsen, Olli Schulz und der Hund Marie, Polarkreis 18 und der Sänger Clueso gewannen mit ihren Auftritten als Vorgruppen von Wir sind Helden zusätzliche Popularität.

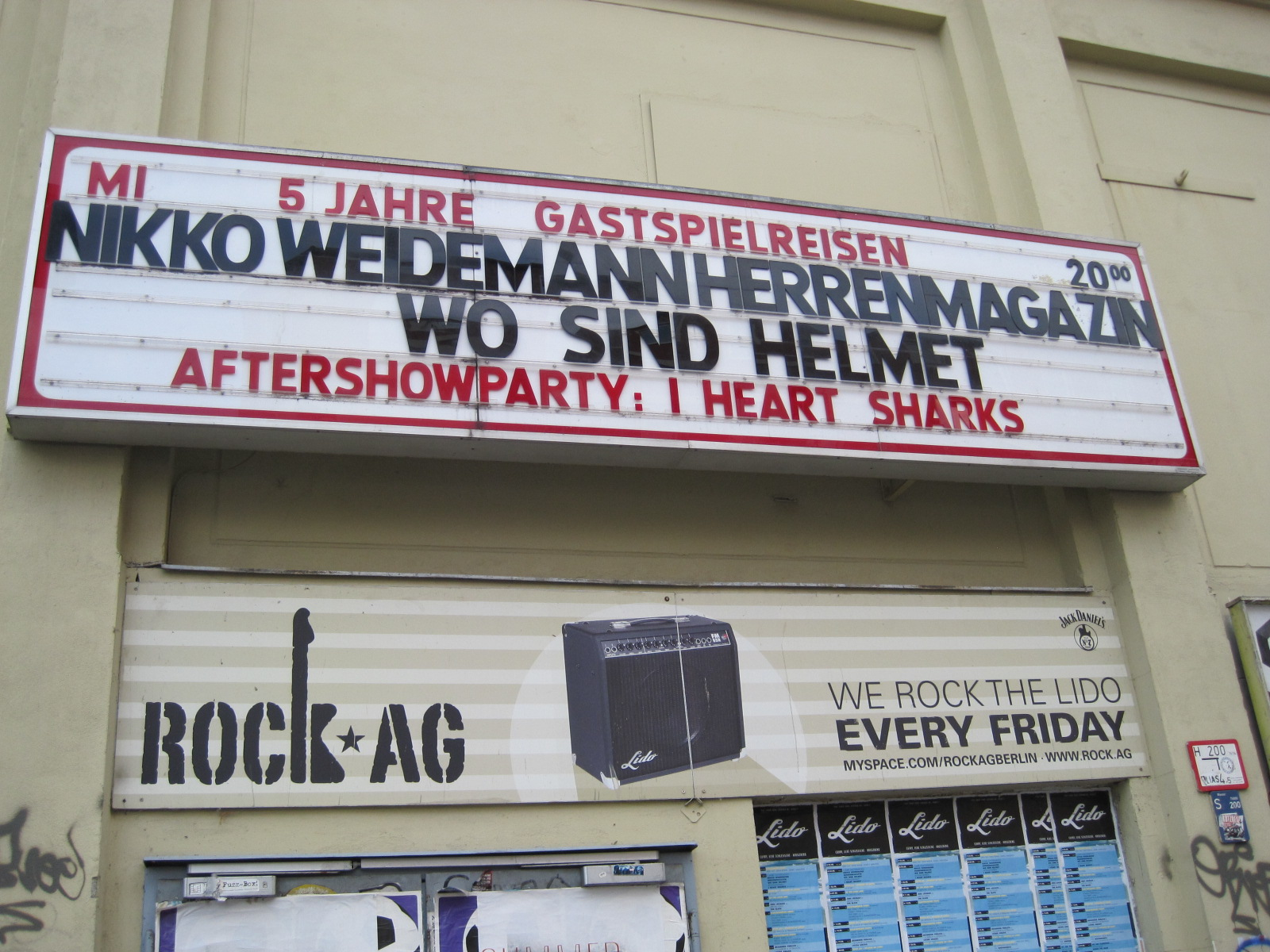
Konzert von Wo sind Helmet in Berlin

### Trivia
Vor dem Beginn einer neuen Tour trat die Band hin und wieder unter dem Namen Wo sind Helmet in kleineren Clubs auf, um neue Stücke vor einem Live-Publikum zu testen. Ihr im Jahr 2005 erschienener Song „Von hier an Blind“ ist der Titelsong der ZDFneo-Comedyserie Tschappel.

## Politisches Engagement
Die Band versuchte in der Vergangenheit oft, ihre musikalische Bekanntheit zu nutzen, um den Menschen gesellschaftliche Themen näher zu bringen. So engagieren sich die Mitglieder für Projekte, die gegen die Politikverdrossenheit in der Bevölkerung vorzugehen versuchen, und traten im Rahmen dieser auf verschiedenen Konzerten auf. Außerdem war die Frontsängerin Judith Holofernes im Dezember 2010 in der Politik-Talkshow Maybrit Illner zu Gast, als es um die These „Regiert die Politik am Volk vorbei?“ ging.
Bei allem politischen Engagement lehnten es Wir sind Helden jedoch ab, sich für eine Partei zu engagieren. In einem Interview sagte Pola Roy zu der Frage, für eine konkrete Partei Wahlkampf zu betreiben: „Nein, auf keinen Fall. Vielleicht gründen wir ja mal unsere eigene Partei, dann schon.“ Auch ein Angebot, bei einer Werbekampagne für die Bild mitzumachen, wurde im Februar 2011 klar abgelehnt. Holofernes hat hierzu gesagt, dass die Bild ein „gefährliches politisches Instrument“ sei und die Kampagne „mit Dummheit“ spiele. Die Anfrage des mit der Kampagne betrauten Unternehmens Jung von Matt und Holofernes’ Antwort wurden auf der Website der Band veröffentlicht. Jung von Matt veröffentlichte die Antwort ebenfalls, allerdings gegen den offensichtlichen Willen von Holofernes als Anzeige in der taz. Daraufhin wurde öffentlich die Rechtmäßigkeit der Veröffentlichung diskutiert.

## Diskografie
Studioalben

| Jahr | Titel Musiklabel                              | Höchstplatzierung, Gesamtwochen, AuszeichnungChartplatzierungen (Jahr, Titel, Musiklabel, Platzierungen, Wochen, Auszeichnungen, Anmerkungen) | Höchstplatzierung, Gesamtwochen, AuszeichnungChartplatzierungen (Jahr, Titel, Musiklabel, Platzierungen, Wochen, Auszeichnungen, Anmerkungen) | Höchstplatzierung, Gesamtwochen, AuszeichnungChartplatzierungen (Jahr, Titel, Musiklabel, Platzierungen, Wochen, Auszeichnungen, Anmerkungen) | Anmerkungen                                               |
| Jahr | Titel Musiklabel                              | DE | AT | CH | Anmerkungen                                               |
| ---- | --------------------------------------------- | --- | --- | --- | --------------------------------------------------------- |
| 2003 | Die Reklamation Reklamation Records (EMI)     | DE2 ×5Fünffachgold · (95 Wo.)DE | AT3 Platin · (91 Wo.)AT | CH38 (18 Wo.)CH | Erstveröffentlichung: 4. Juli 2003 Verkäufe: + 530.000    |
| 2005 | Von hier an blind Reklamation Records (EMI)   | DE1 ×2Doppelplatin · (60 Wo.)DE | AT1 ×2Doppelplatin · (43 Wo.)AT | CH5 (21 Wo.)CH | Erstveröffentlichung: 1. April 2005 Verkäufe: + 460.000   |
| 2007 | Soundso Reklamation Records (EMI)             | DE2 Gold · (26 Wo.)DE | AT2 Gold · (18 Wo.)AT | CH11 (9 Wo.)CH | Erstveröffentlichung: 25. Mai 2007 Verkäufe: + 110.000    |
| 2010 | Bring mich nach Hause Columbia Records (Sony) | DE1 Gold · (13 Wo.)DE | AT1 (8 Wo.)AT | CH13 (4 Wo.)CH | Erstveröffentlichung: 27. August 2010 Verkäufe: + 100.000 |

## Auszeichnungen
1Live Krone
- 2003: Bester Newcomer
- 2004: Bester Live-Act

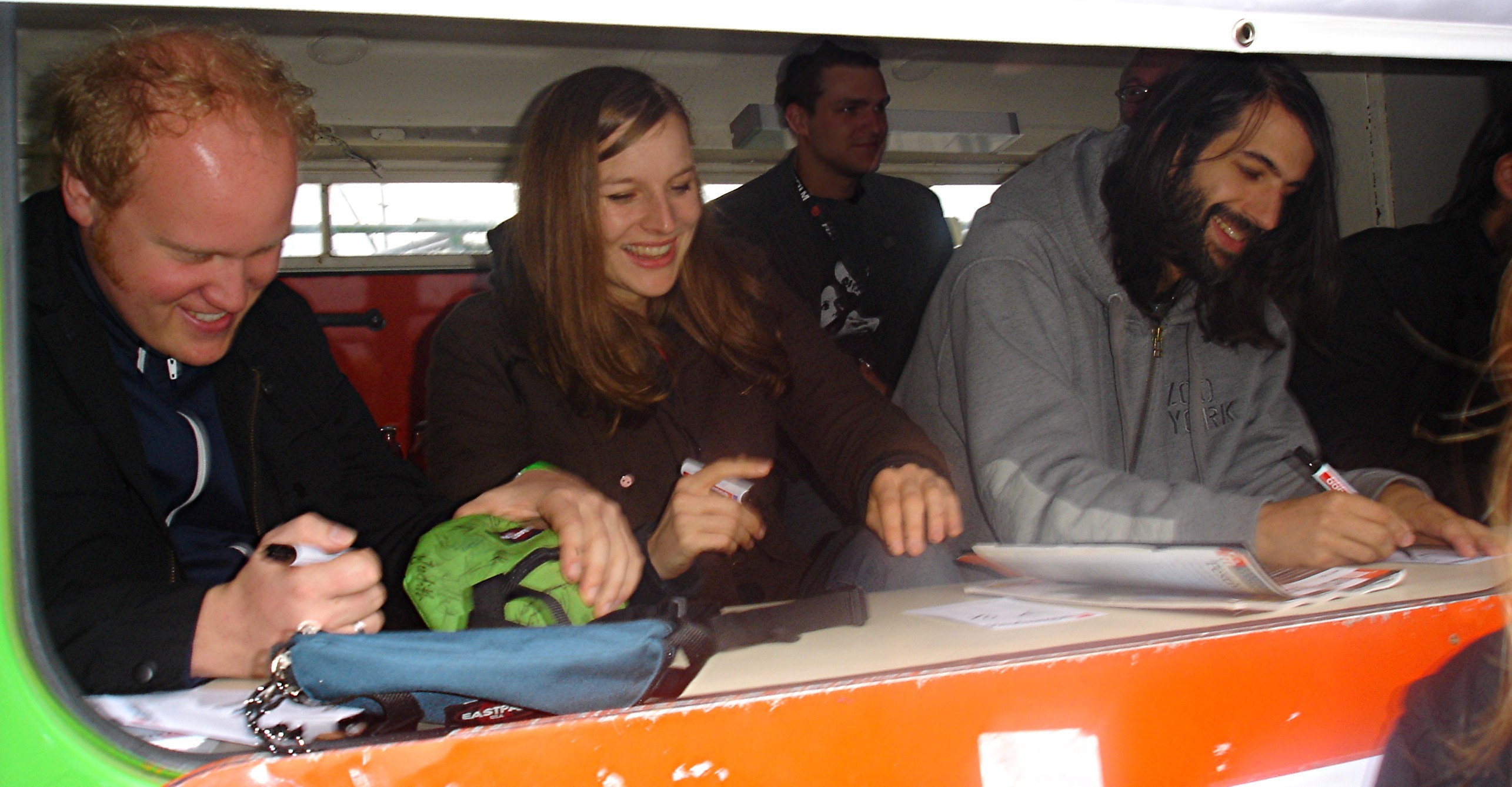
Jean-Michel Tourette, Judith Holofernes und Pola Roy bei Rock am Ring

- 2005: Bestes Album (Von hier an blind)

ECHO Pop
- 2004: Bester nationaler Radio-Nachwuchs
- 2004: Bester Newcomer National
- 2004: Bestes deutsches Newcomer-Video
- 2006: Beste nationale Rock/Pop-Gruppe

European Border Breakers Award
- 2005: Die Reklamation